# IHeartRadio Music Award all'artista femminile dell'anno

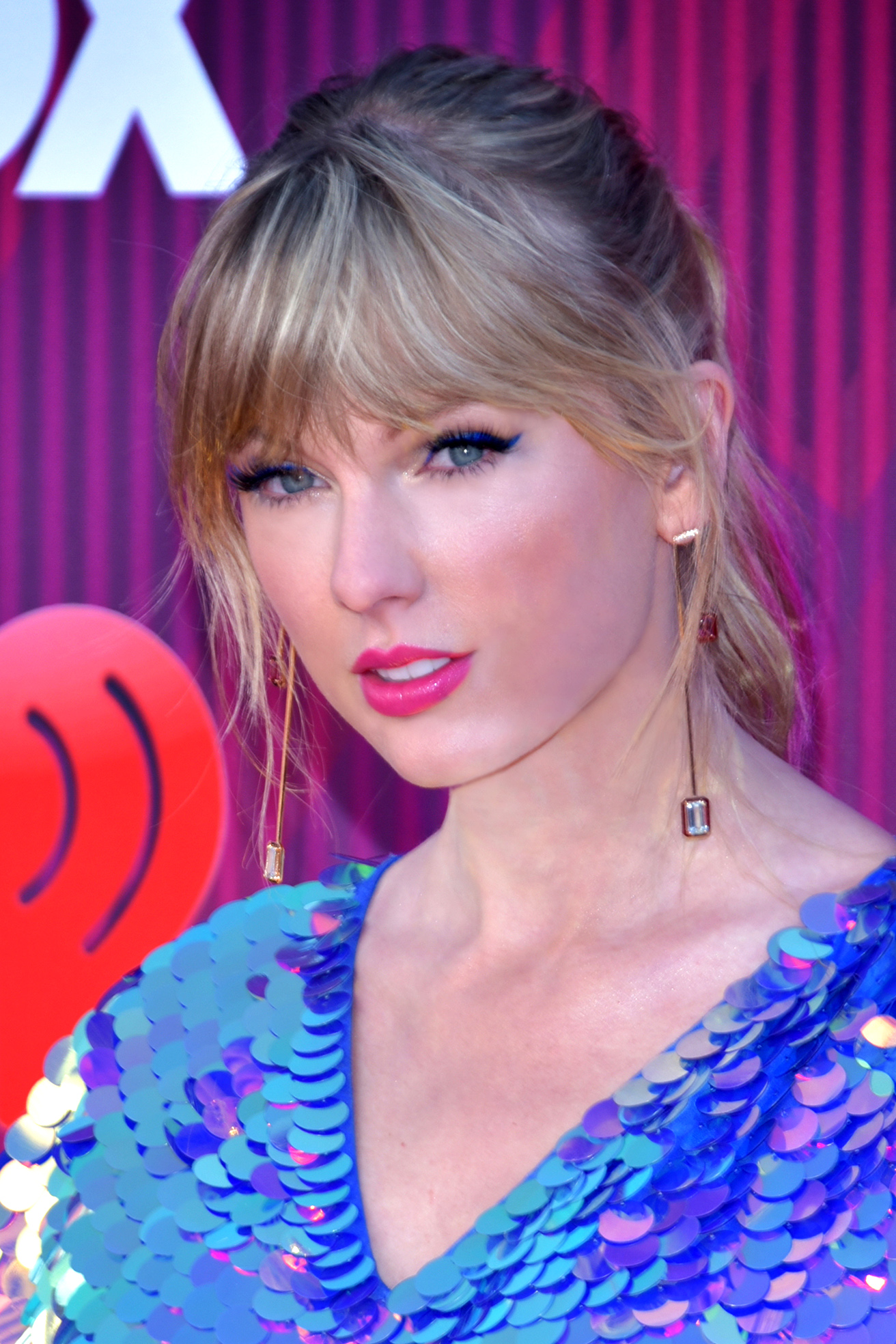
Taylor Swift, ha vinto 2 volte il premio su 5 nomination

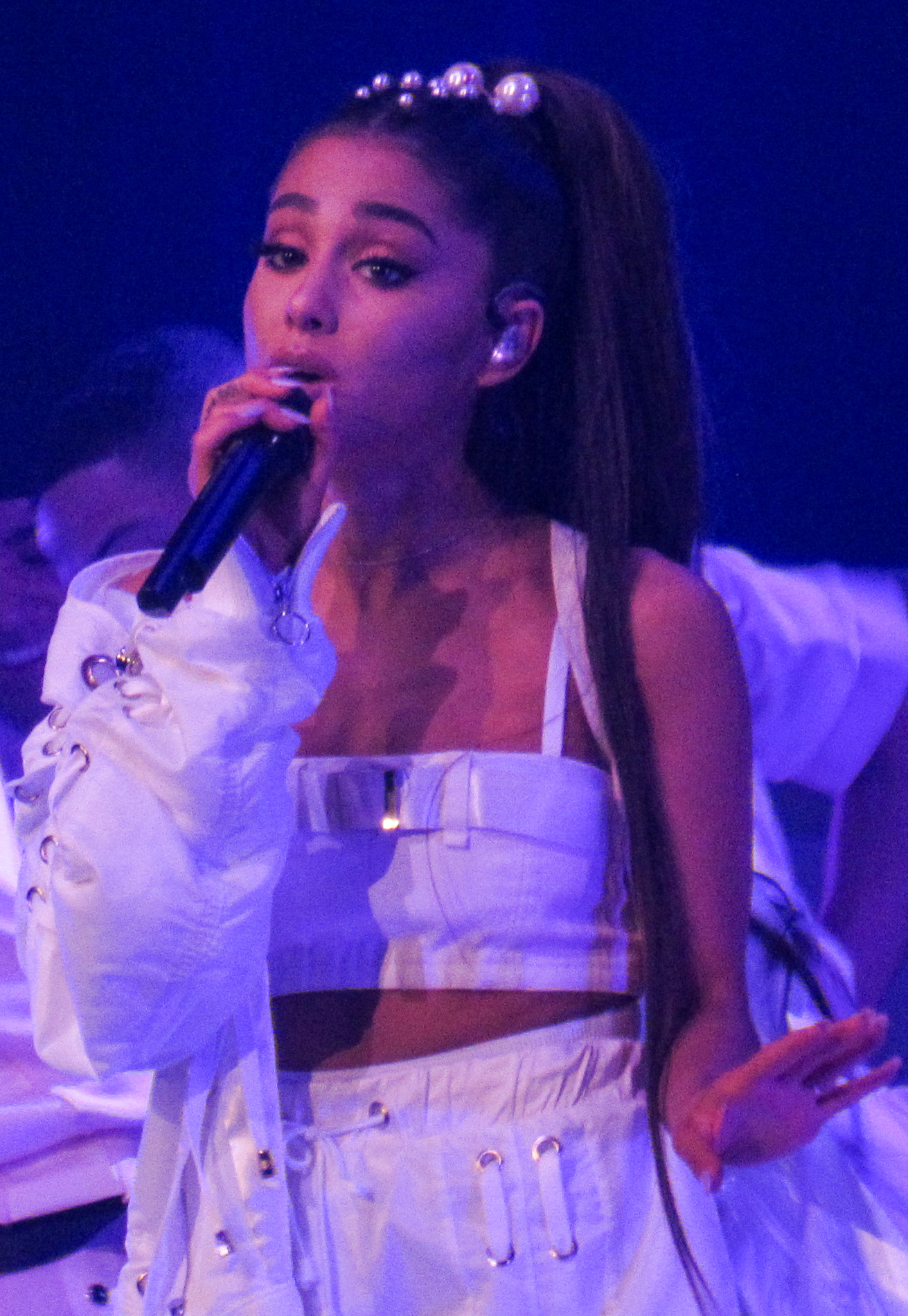
Ariana Grande, 1 vittoria su 5 nomination

L'iHeartRadio Music Award all'artista femminile dell'anno (iHeartRadio Music Award for Female Artista of the Year) è stato un premio assegnato annualmente a partire dal 2016 nell'ambito degli iHeartRadio Music Awards. Il premio è stato assegnato per l'ultima volta nel 2022, durante il corso della IX edizione, a Olivia Rodrigo.

Dal 2023 è stata ripristinata la categoria generale Artista dell'anno, precedentemente sospesa e organizzata per generi in Artista maschile dell'anno e Artista femminile dell'anno.

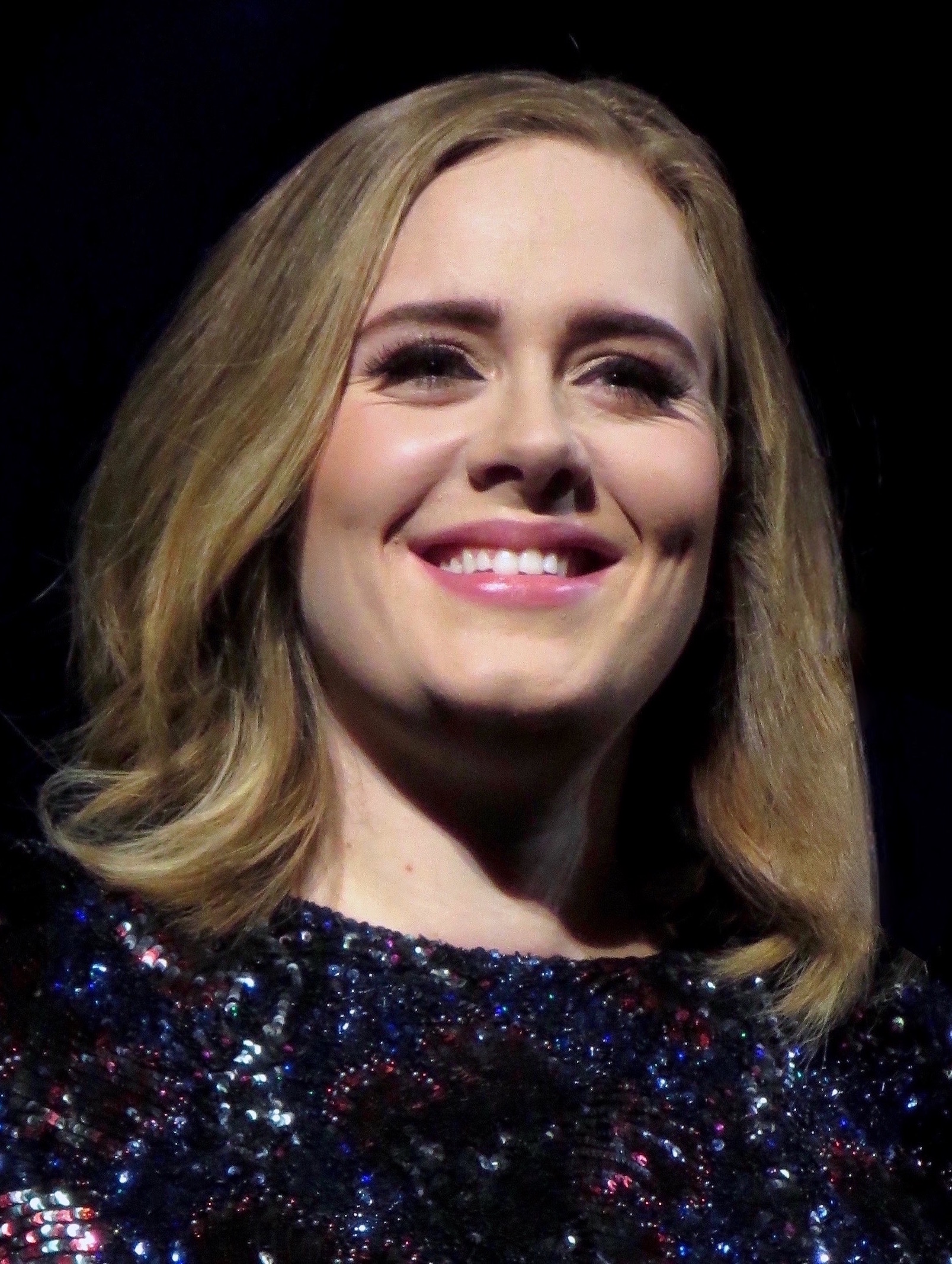
Adele, 1 vittoria su 2 nomination

## Vincitrici e candidate
| Anno | Vincitore(i)   | Nazionalità | Nominati                                                             | Fonte |
| ---- | -------------- | ----------- | -------------------------------------------------------------------- | ----- |
| 2016 | Taylor Swift   | Stati Uniti | - Adele - Selena Gomez - Meghan Trainor - Carrie Underwood           | [ 2 ] |
| 2017 | Adele          | Regno Unito | - Selena Gomez - Ariana Grande - Rihanna - Sia                       | [ 3 ] |
| 2018 | Taylor Swift   | Stati Uniti | - Alessia Cara - Rihanna - Halsey - Rosa                             | [ 4 ] |
| 2019 | Ariana Grande  | Stati Uniti | - Camila Cabello - Cardi B - Halsey - Dua Lipa                       | [ 5 ] |
| 2020 | Billie Eilish  | Stati Uniti | - Ariana Grande - Halsey - Lizzo - Taylor Swift                      | [ 6 ] |
| 2021 | Dua Lipa       | Regno Unito | - Ariana Grande - Billie Eilish - Megan Thee Stallion - Taylor Swift | [ 7 ] |
| 2022 | Olivia Rodrigo | Stati Uniti | - Ariana Grande - Doja Cat - Dua Lipa - Taylor Swift                 | [ 8 ] |

## Primati

### Vittorie
- Taylor Swift – 2 vittorie
- Adele, Ariana Grande, Billie Eilish e Olivia Rodrigo – 1 vittoria

### Nomination
- Taylor Swift e Ariana Grande - 5 nomination
- Halsey e Dua Lipa – 3 nomination
- Adele, Selena Gomez, Rihanna e Billie Eilish – 2 nomination